# Sh2-286
Sh2-286 est une nébuleuse en émission visible dans la constellation de la Licorne.
Le nuage ferait partie de la même région de formation d'étoiles que Sh2-283, Sh2-284 et Sh2-285, située à une distance d'environ 7 890 pc (∼25 700 al) de la Terre. Dans cette région, Sh2-286 se trouve à l'est des autres objets stellaires composants la constellation de la Licorne, à la proximité directe d'une nébuleuse proéminente visible via l'analyse spectrale Hα. Peu d'estimations de la distance de Sh2-286 ont pu être publiées. Une première vague estimation de 1984 énonce une distance d'environ 8 770 pc (∼28 600 al), avec une marge d'erreur d'environ 2 910 pc (∼9 490 al). Une distance d'environ 6 600 pc (∼21 500 al) apparait dans une étude de 2003.
Selon le catalogue Avedisova, le nuage moléculaire [MAB97] 217.38-1.38 engloberait Sh2-286, ainsi qu'au moins une source infrarouge identifiée IRAS 06520-0428. Le nuage Sh2-286 contient l'amas d'étoiles infrarouge noté [BDS2003] 88.